# Huty
Huty jsou obec na Slovensku v okrese Liptovský Mikuláš 16 km od okresního města. V roce 2016 zde žilo 178 obyvatel. První písemná zmínka o obci pochází z roku 1545.
V obci stojí novogotický římskokatolický kostel z roku 1894. Původní dřevěný kostel stával v místech dnešní základní školy. Ten však vyhořel a na jeho místě na nádvoří školy dnes stojí velký kamenný kříž.

## Farnost
Farnost v obci byla zřízena 25. července 1787.